# إستر مارتن بيرجسمارك
إستر مارتن بيرجسمارك (بالسويدية: Ester Martin Bergsmark) (و. 1982  م) مخرج أفلام، ومخرج، وكاتب سيناريو، في ستوكهولم.

## وصلات خارجية
- إستر مارتن بيرجسمارك على موقع IMDb (الإنجليزية)
- إستر مارتن بيرجسمارك على موقع ألو سيني (الفرنسية)
- إستر مارتن بيرجسمارك على موقع قاعدة بيانات الأفلام السويدية (السويدية)
- إستر مارتن بيرجسمارك على موقع كينوبويسك (الروسية)

- إستر مارتن بيرجسمارك في قاعدة بيانات الأفلام على الإنترنت